# Pol Bassas Navarra
Pol Bassas Navarra   (Badalona, 9 de març de 1995) és un jugador de bàsquet professional català. Amb el seu 1.81 metres d'alçada, juga en la posició de base. És germà del també jugador de bàsquet, Ferran Bassas.

## Carrera esportiva
Es va formar a les categories inferiors del CB Sant Josep Badalona, fins que l'any 2007 arriba a l'equip infantil del Club Joventut de Badalona. L'any 2010, ja com a cadet, marxa al Club Maristes Ademar. La temporada 2013-14 debuta a la lliga EBA a les files de la Unió Esportiva Montgat. Després de passar dos anys a la Unió Bàsquet Sant Adrià fa el salt a la Lliga LEB Plata en la temporada 2017-18, de la mà del Torrons Vicens L'Hospitalet, amb una mitjana de 6,5 punts, 3,3 assistències i 3 rebots en 25 minuts de joc. A l'estiu de 2018 signa pel Club Bàsquet Prat de la lliga LEB Or. L'any següent fitxa pel CB Benicarló, de LEB Plata.